# Béroul
Béroul (in normanno Berox) (fl. XII secolo) fu un giullare e narratore normanno (o bretone) del XII secolo, che scrisse una versione della leggenda di Tristano e Isotta in lingua d'oïl di cui si sono conservati parecchi frammenti (circa 4.485 versi in totale), conservato in un manoscritto di fine Duecento e pervenuto senza la parte iniziale e finale.

## L'opera
La leggenda celtica di Tristano e Isotta faceva parte del folklore popolare prima di venire scritta: si sono conservate di questa storia due redazioni; la versione "comune", più vicina alla leggenda primitiva di Béroul, e la versione "cortese" di Thomas. Di entrambe rimangono solo frammenti, ma ci è dato conoscere la storia per intero grazie alle traduzioni che vennero fatte su queste basi; dal romanzo di Béroul, in particolare, deriva un romanzo tedesco, fedelmente adattato e interamente conservato, del 1180 circa, il "Tristrant" di Eilhart d'Oberg. S'ispira a Béroul pure la "Follia Tristan" di Berna, della fine del XII secolo e che racconta un episodio tratto dal romanzo, e l'enorme romanzo di Tristano in prosa, del XIII secolo, che narra anche altre leggende.